# Hielito
El hielito es un tipo de helado elaborado a partir de jugo de frutas naturales o de una solución azucarada con colorantes y saborizantes artificiales que se envuelve en un empaque o bolsa de plástico sellada que tiene usualmente una forma cilíndrica y alargada y esta es posteriormente congelada.
De acuerdo con los regionalismos de cada país, recibe los nombres de naranjú, jaimito, congelada, juguito congelado, bolis, bolillobolo, flash, flas, hielito, cubo, chupichupi, saborín, bambino, bollo, duro, duro frío, raspaíto, chup, marciano, helado en bolsita, charamusca, gelatinas de hielo, sabalitos, curichi, entre otros.
Generalmente son consumidos en verano y pueden conseguirse durante cualquier época el año.

## Producción

### Industrial
En la América Latina existen numerosas empresas productoras de este tipo de golosina de manera industrial.
En Colombia existen varios productores industriales de este tipo de helados, entre ellos destaca, por su dominio del mercado, la empresa Quala, con su producto Bon Ice.
En Costa Rica, se les conoce como Bolihelados o Apretados. 
En México son un producto muy popular y de gran tradición.
En Panamá, los bolis son un producto muy popular entre los niños y adolescentes, producido industrialmente por empresas locales como Quesos Don Joaquín y Paletas, Helados y Boli Di Bari.
En España se llaman flash o flas y son consumidos mayoritariamente por niños. Se venden ya helados, listos para consumir, en quioscos, o bien, en tiendas y supermercados para ser congelados en casa. El contenido no se suele hacer en casa, sino que es de carácter industrial, y tiene una mala reputación, por estar compuesto por aditivos y colorantes artificiales.
En Brasil, los nombres cambian según la región. En el estado de Río de Janeiro la versión industrial se conoce como geladinho y la versión casera como sacolé.

### Casera
Se producen de forma casera muy tradicionalmente en diversos países de Latinoamérica. Su producción es artesanal y se empacan en bolsitas de plástico especiales para obtener la forma característica. Suelen ser elaborados para su venta ambulante. Existen advertencias sobre su consumo, ya que en ocasiones no reúnen las exigencias sanitarias para el consumo humano.

## Variedades regionales
Existen tres variedades comunes en América Latina: a base de leche, agua y de jugos de frutas naturales.

### Argentina
En Argentina se les llama naranjú debido a que una marca los comercializa bajo ese nombre, su producción es casera e industrial. Es fabricado por “Suschen S.A”, una empresa fundada en 1976 con sede en el partido de La Matanza.

### Costa Rica
En Costa Rica se llaman bolis. Están hechos principalmente de sabores artificiales y se venden en las pulperías. Se pueden encontrar de piña, naranja, chicle, limón, Kola, moras, etc. Es un postre que cada vez se consume menos.

### Chile
En Chile se les llama helado en bolsa o también cubos. Son frecuentes los de plátano con leche, chocolate, frutilla y vainilla. También son comunes los a base de jugos de variados sabores y colores, a los cuales se les llaman cecy, debido a la distribuidora de paletas con el mismo nombre que las elabora y distribuye en la zona norte del país.

### Colombia

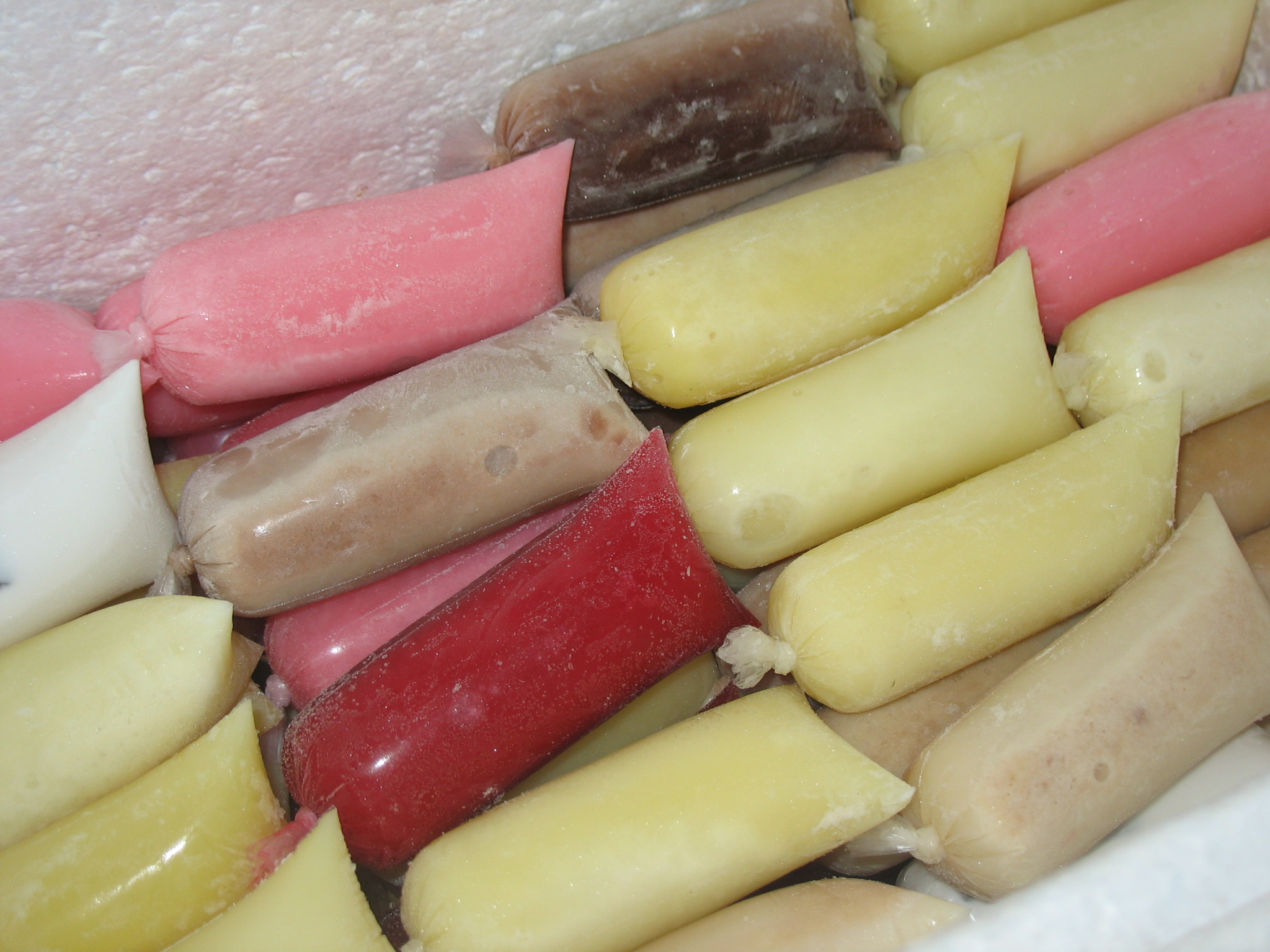
Bolis vendidos en nevera de icopor (Barranquilla, Colombia).

En Cartagena y Barranquilla se les llama bolis, se hacen con jugo de frutas como corozo, coco y zapote, entre otras. En algunas partes de Colombia se les dice también vikingos. Recientemente se preparan con otras frutas, también leche, yogur, chocolate, kola e incluso arequipe. Su fabricación es exclusivamente casera y artesanal, para ayudar a la economía doméstica. Se venden en las casas donde los preparan y en calles, almacenados en cavas (cajas de icopor).

### Ecuador
En la región costa de Ecuador se los llama bolos. Pueden estar hechos de alguna bebida dulce que ha sido congelada como gelatina, jugo natural o artificial; y, están contenidos en una funda plástica cuya abertura ha sido muy bien amarrada.

### El Salvador
En El Salvador suelen ser llamadas charamuscas que tienen una forma de cubo solo que un poco más alargado tienen un gran peso tradicional para el país consumiéndose en épocas de calor mayormente en verano y hasta fabrican bolsas plásticas especiales para este helado llamándose "bolsas de charamusca".

### Guatemala
En Guatemala se les conoce como cuquitos y al igual que en otros países, su producción es casera e industrial. Se pueden consumir líquidos o congelados en distintos sabores, elaborados de tres ingredientes: agua, azúcar y esencia o colorante con saborizante. Se suelen vender a las afueras de las escuelas e institutos educativos a la hora de salida, también durante las fiestas, las procesiones o cualquier evento público.

### México
En México suelen ser llamados saborín, bolis o hielitos y en algunas regiones aisladas sabalitos, o "congeladas" tienen normalmente una forma cilíndrica, delgada y alargada, a diferencia de los bolis que suelen ser cilíndricos pero más gruesos y de menor longitud. Los helados a base de leche se venden en sabores de vainilla, rompope o chocolate. Los elaborados a base de agua contienen generalmente colorantes y saborizantes frutales naturales o artificiales.

### Nicaragua
En Nicaragua son elaborados de manera artesanal a base de agua, azúcar de caña y frutas naturales (cacao criollo con leche de vaca, coco, banano con leche de vaca, nancite, pitahaya y otras frutas), siempre a modo de emprendimiento doméstico que contribuya a la economía familiar; aunque existen algunos que los producen para su distribución en carritos. Son conocidos en todo el país pero con diferentes nombres:
- En la zona norte, son charamuscas en Ocotal, Nueva Segovia pero en Somoto les llaman topogigios.
- En Managua son helados; mientras que en Masaya son caritas.
- En la zona occidental, en ciudades como León son llamados posicles en alusión a la marca de paletas heladas "Popsicle"; mientras que, en la cercana Chinandega son llamados bolsitas.
- En la región central, son llamados chupetas en Boaco y Chontales pero en San Carlos, Río San Juan son chiriviscos.

### Panamá
En Panamá, la producción de este helado se da de manera tanto industrial como casera. Los de producción industrial son normalmente elaborados de colorantes, y son denominados bolis. En cambio, los de producción casera son elaborados de pulpa o jugo de frutas tropicales locales, y son llamados duros.

### Paraguay
En Paraguay, se conoce como heladito o chupachups son de distintos sabores, se prepara de forma natural con sabor a banana licuada con leche, chocolate, fresa con leche, coco, vainilla y maracuyá. También se utiliza jugos artificiales en polvos.

### Perú

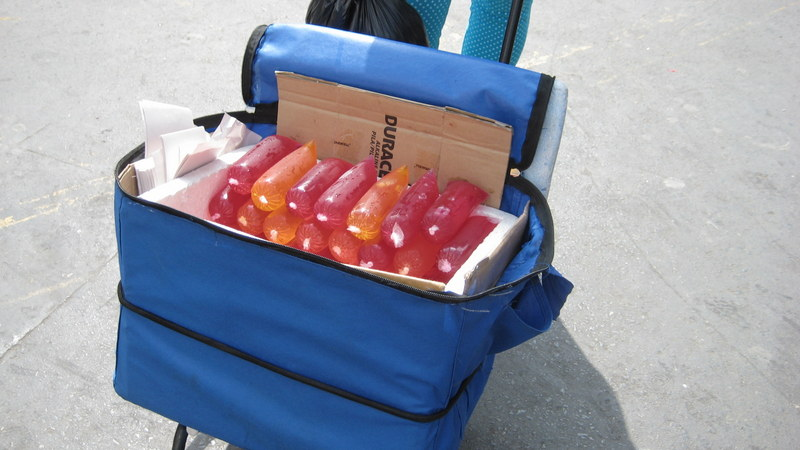
Chups vendidos en las calles de Lima (Perú).

En el Perú se les llama chups o marcianos, y son de forma alargada, vienen en distintos sabores y son mayoritariamente de agua y frutas (algunas artificiales, pero en su mayoría naturales), con sabores como fresa, maracuyá, mango, tamarindo, y chicha morada siendo los más comunes. También los hay de leche con fresa, leche con chocolate, Sublime (una marca popular de chocolatinas), leche con coco y leche con lúcuma. Se les denomina marcianos probablemente porque al hacer un nudo en la bolsita aparecen dos tiras que se asemejan a las antenas de los marcianos en la ficción. Son comúnmente vendidos en barrios, casa u condominios con un cartel de "Se venden marcianos". Es conocido en todo el país pero con diferentes denominaciones, por ejemplo en ciudades como Talara son llamados chalaca y en Piura bodoques, siendo estos más anchos que los chups/marcianos.

### Venezuela
También son comunes en Venezuela, donde se les llama bambino o chupichupi. Los elaborados a base de agua son llamados cítricos, en tanto que los elaborados a base de leche se les denomina cremosos. Los elaborados artesanalmente son más anchos y de forma cónica. En este caso se les llama tetas. Así mismo, en Maracaibo se les da el nombre de duro frío.